# 아르테미스 계획

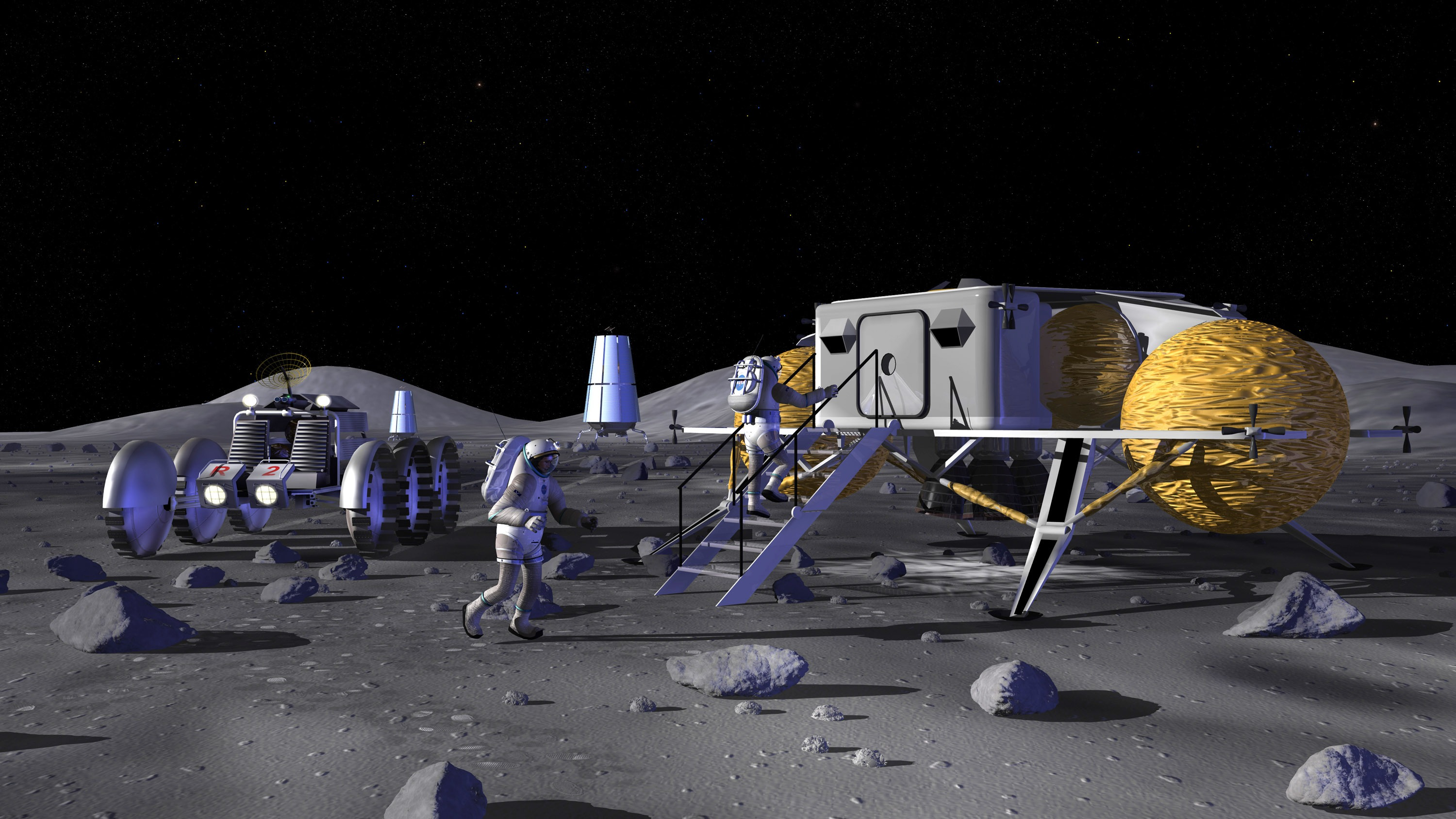
2006년 NASA의 달 전초기지 가상도

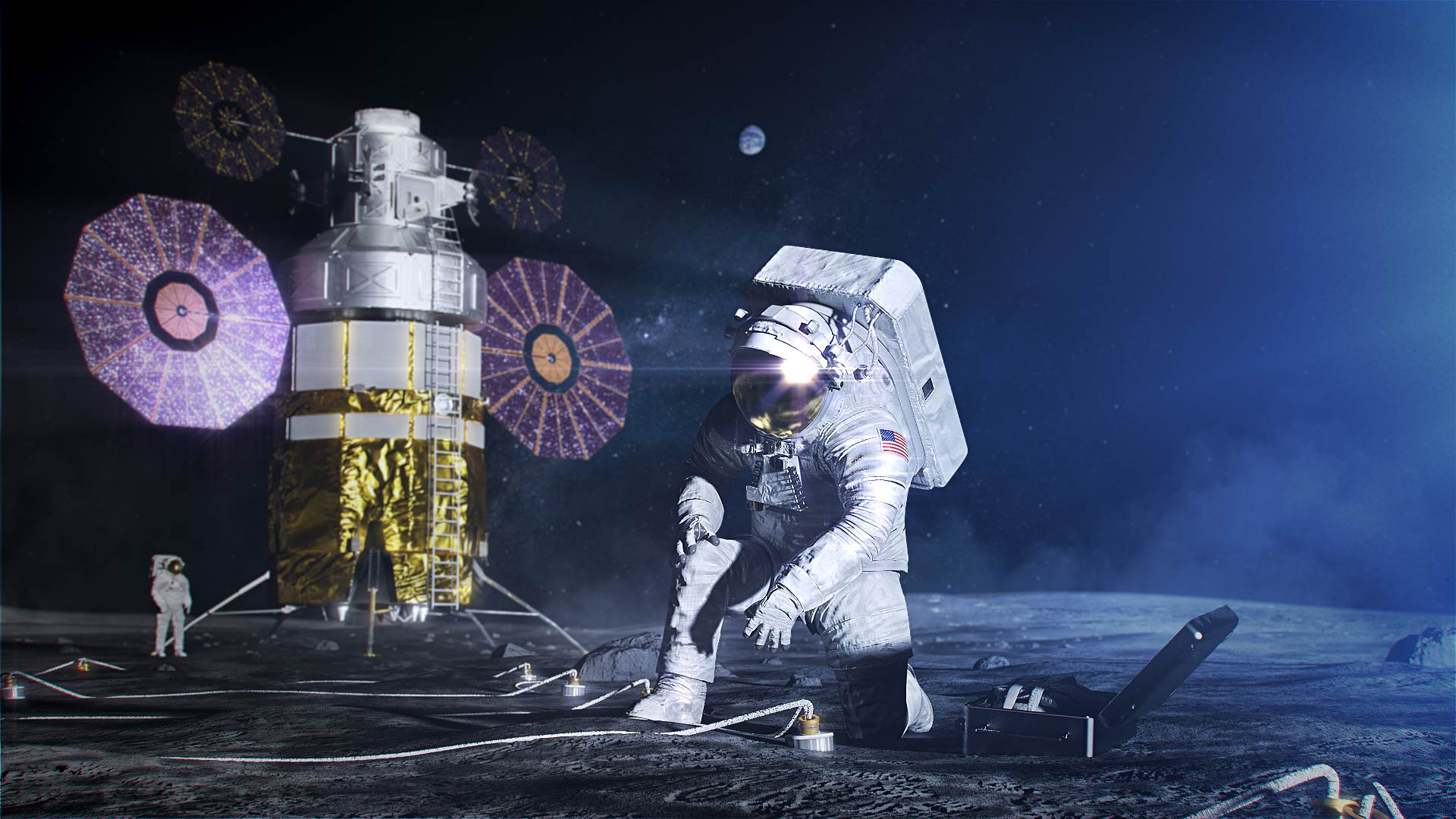
아르테미스 계획 상상도

아르테미스 계획(Artemis Program)은 2017년 시작된 NASA, 유럽 우주국, JAXA, 대한민국 과학기술정보통신부, 오스트레일리아, 캐나다, 이탈리아, 룩셈부르크, 영국, 아랍에미리트, 우크라이나, 뉴질랜드 등이 참여하는 유인 우주 탐사 계획이다.

## 역사
2024년까지 우주인을 달에 보내고, 4차인 2026년 이후 5차에서 8차 또는 그 이상 순차적으로 달에 지속가능한 유인 기지를 건설하려는 계획이다. 이 계획에 따라 NASA는 SLS로켓를 이용해서 오리온을 달로 보내고, 국제적인 협력을 통해 루나 게이트웨이를 지을 예정이다. 특히 이 계획은 일부 달 탐사선의 개발을 민간에 위탁하는 등 민간 기업과 여러 국가들 간의 협력을 통해 이루어진다.
원래는 모든 미션에 SLS를 이용하려고 했으나 NASA의 2020년 예산안에 SLS 개발 예산이 반영이 되지 않아서 2024년의 아르테미스 3호 이전의 발사에서는 팰컨 헤비, 뉴 글렌호와 같은 민간 로켓을 사용할 것으로 예상된다. 또, 오리온에는 착륙 기능이 없기 때문에 착륙을 위해 블루오리진의 NHLS(national human landing system), 스페이스X의 스타쉽, 다이네틱스의 DHLS(Dynetics Human Landing System)을 쓰기로 했다.
계획의 이름은 아폴로 계획에 맞춰 그리스 신화에 등장하는 아폴로의 쌍둥이 누이이자 달의 여신인 아르테미스의 이름에서 따왔다.

## 우주비행사
아르테미스 계획의 우주인으로 13명이 선발되었으며, 6명이 여성, 7명이 남성이다.
조니 킴은 한국계 미국인 남자 의사로, 네이비실 장교로 복무해 중동에서 100회 전투경험을 가졌다. 은성훈장을 받은 전쟁영웅이다. 하버드 의대 출신의 의사다.
2024년 10월, 아르테미스 3호가 발사되어, 1972년 아폴로 17호 이후 최초로 인간이 다시 달에 착륙하게 된다. 2명이 착륙할 계획인데, 역사상 최초의 여성 우주비행사가 달에 착륙하게 된다.

## 계획
- 아르테미스 1호: 한국시간 2022년 11월 15일 오후 3시 48분에 미국 플로리다주 케이프 커내버럴 우주군기지에서 오리온 (우주선)과 SLS 로켓을 테스트하기 위해 발사한 임시 무인 달 궤도선이다. 오리온 우주선은 10일 간의 비행을 거쳐서 지상 60,000 km 궤도까지 진입한 뒤, 지구로 귀환할 예정이다. 1호 계획에는 사람을 대신해 우주복을 입은 마네킹 2개와 큐브위성이 탑재된다. SLS 로켓의 최대추력은 133톤, 1톤급 트럭의 133배에 달하는 무게다. 현재 산화제로 사용중인 액체수소탱크에서 누출이 수차례 발견되고있어 연기되었다.
- 아르테미스 2호: 2024년 5윌 이후에 발사 예정인 첫번째 유인 시험 비행. 우주비행사 4인이 탑승해 지구 궤도에서 광범위한 실험을 수행한다. 속도를 올려 달 주위 자동 귀환 궤도로 진입한 뒤 지구로 귀환해 바다에 착수(splashdown) 예정.
- 아르테미스 3호: 2025년에 발사 예정인 아폴로 계획 이후 최초의 유인 달 착륙 임무. 우주 비행사 4인에 최초의 여성과 유색 인종을 포함시킬 예정.
- 아르테미스 4호: 2027년에 발사 예정인 유인 우주선 계획(crewed mission)으로 루나 게이트웨이 우주정거장 건설이 주요 임무. NRHO에 있는 루나 게이트웨이에 게이트웨이 모듈을 실어 나를 예정.
- 아르테미스 5호~8호 추가적인 인프라 구축 임무 수행.

### 상업적 달 화물 서비스
상업적 달 화물 서비스(Commercial Lunar Payload Services; CLPS)는 민간 기업 주도의 우주 개발을 촉진 하기 위해 달에 착륙선을 보낼 민간 기업을 선정하는 미국 항공우주국의 프로젝트이다. 2018년 11월 민간 기업 9곳을 선정하고, 2019년 6월에는 최종적으로 달에 착륙선을 보낼 '아스트로보틱 테크놀로지', '인튜이티브 머신스', '오빗 비욘드' 3곳을 선정했다. 이들 기업은 2020년에서 2021년 사이에 달 착륙선을 보낼 예정이다.

## 대한민국
2021년 5월 21일, 문재인 대통령이 방미해서, 바이든 대통령과 첫 정상회담을 가졌다. 한미 정상회담에서 양국은 한국의 아르테미스 약정 서명을 위해 협력하기로 합의했다.
5월 27일, 과학기술정보통신부는 미 항공우주청(NASA)과 우리 정부의 아르테미스 약정 참여를 위한 서명을 실시했다. 미국은 1970년대 아폴로 프로젝트 이후 50여 년 만에 달에 우주인을 보내기 위한 유인 달 탐사 프로그램인 ‘아르테미스 프로그램’을 진행 중이다. 이를 추진하기 위한 국제협력 원칙으로 아르테미스 약정을 수립했다. 따라서 미국과 영국, 일본, 이탈리아, 호주, 캐나다, 룩셈부르크, 아랍에미리트연합(UAE), 우크라이나에 이어 10번째 참여국이 됐다.

최근에 발사된 다누리호가 아르테미스 달탐사선의 착륙지점을 결정하기위한 달지도를 만들기 위해서 미 항공우주국에서 쉐도우캠을 탑재했다.쉐도우캠은 달의 영구음영지역 및 녹지않은 달의 극지방쪽에 있는 얼음지역, 월면차의 수월한 이동을 위한 달의 평지부분을 편광카메라로 촬영해서 아르테미스 탐사선의 달 착륙지점을 확립할 계획을 미국이 제안했다.
2023년 10월 미국 항공우주국(NASA)은 한국을 비롯해 아르테미스 계획에 참여하는 국가들에 현재 개발 중인 '아르테미스 2호'에 각국의 큐브위성을 실어 달로 보내는 프로젝트를 제안하였으나, 한국 정부는 약 100억원의 예산 부족을 이유로 이를 거절하였다.

## 월면차
2021년 5월 26일, 록히드마틴과 제너럴모터스(GM)가 협력해 미국 항공우주국(NASA)의 '아르테미스'(Artemis) 프로젝트에 쓰일 신형 달 표면 탐사용 자동차, 이른바 월면차(LRV)를 개발하기로 했다. 아르테미스 프로젝트는 1972년 아폴로 17호의 마지막 달 착륙 이후 반세기 만에 인류를 다시 달에 보내는 계획이다. 도널드 트럼프 행정부 시절 입안된 이 프로젝트는 2024년 10월에 남녀 우주인 1쌍을 달에 보내는 것을 목표로 하고 있다.

## 스타쉽 HLS
2021년 4월 16일, 나사는 달착륙선 HLS(Human Landing System) 사업 대상자로 스페이스X의 스타쉽 HLS를 선정했다.
아르테미스 계획의 HLS는 스페이스X의 스타십 HLS, 다이네틱스의 ALPACA HLS, 블루 오리진/록히드 마틴/노스롭의 ILV이 경쟁했으며, 복수의 모델이 선정될 거라는 예상을 깨고, 스타쉽 HLS이 단독으로 선정되었다. 29억 달러 규모의 사업이다.
발사중량 1320톤 스타쉽 HLS는 200톤의 화물을 달에 착륙시킬 수 있다. 발사중량 500톤 스타십 (로켓)을 훨씬 크게 만든 개념이다. 아폴로 11호는 50톤의 화물을 달에 착륙시켰다. 4배 무게가 증가했다.
2020년 9월, 일론 머스크는 스타쉽 HLS를 달 기지로 사용할 수 있다고 트윗했다.

## 루나 아웃포스트
루나 아웃포스트를 달 남극에 건설할 계획이다. 인간이 장기 체류하는 기지를 말한다. 미국 의회는 달 전초기지 이름이 "닐 A. 암스트롱 루나 아웃포스트"라고 정했다.

## 같이 보기
- 아폴로 계획
- 창어 계획
- 달 거주지
- 아르테미스 협정
- 유인 우주선 목록